# Tuberaria
Tuberaria is een geslacht uit de zonneroosjesfamilie (Cistaceae). De soorten komen voor op de Canarische Eilanden, in Noordwest-Europa en in het Middellandse Zeegebied.

## Soorten
- Tuberaria acuminata (Viv.) Grosser
- Tuberaria brevipes (Boiss. & Reut.) Willk.
- Tuberaria bupleurifolia (Lam.) Willk.
- Tuberaria commutata M.J.Gallego
- Tuberaria echioides (Lam.) Willk.
- Tuberaria globulariifolia (Lam.) Willk.
- Tuberaria guttata (L.) Fourr.
- Tuberaria lignosa (Sweet) Samp.
- Tuberaria lipopetala (Murb.) Greuter & Burdet
- Tuberaria macrosepala (Salzm. ex Boiss.) Willk.
- Tuberaria major (Willk.) P.Silva & Rozeira
- Tuberaria plantaginea (Willd.) M.J.Gallego
- Tuberaria praecox (Salzm. ex Boiss. & Reut.) Grosser

## Hybriden
- Tuberaria × colombina C.Vicioso

Cistus · 
Crocanthemum · 
Fumana · 
Halimium · 
Hudsonia · 
Lechea · 
Tuberaria · 
Helianthemum (Zonneroosje) · 
Vitalania